# Juan Gutiérrez Moreno
Juan Gutiérrez Moreno, més conegut com a Juanito (Cadis, 23 de juliol de 1976) és un exfutbolista andalús que jugava a la demarcació de defensa.
El gener de 2011 va signar pel Reial Valladolid, després de deixar l'Atlètic de Madrid.

## Estadístiques
Dades actualitzades el 28 de gener de 2011.
| Temporada | Club                 | País | Competició      | Partits | Gols |
| --------- | -------------------- | ---- | --------------- | ------- | ---- |
| 1997/98   | Real Betis B         |      | Tercera divisió | 37      | 1    |
| 1998/99   | Real Betis B         |      | Tercera divisió | 27      | 2    |
| 1999/00   | Real Betis B         |      | Tercera divisió | 34      | 4    |
| 2000/01   | Recreativo de Huelva |      | Segona divisió  | 36      | 0    |
| 2001/02   | Real Betis Balompié  |      | Primera divisió | 26      | 2    |
| 2002/03   | Real Betis Balompié  |      | Primera divisió | 25      | 2    |
| 2003/04   | Real Betis Balompié  |      | Primera divisió | 36      | 4    |
| 2004/05   | Real Betis Balompié  |      | Primera divisió | 33      | 4    |
| 2005/06   | Real Betis Balompié  |      | Primera divisió | 34      | 2    |
| 2006/07   | Real Betis Balompié  |      | Primera divisió | 34      | 2    |
| 2007/08   | Real Betis Balompié  |      | Primera divisió | 35      | 1    |
| 2009/10   | Atlètic de Madrid    |      | Primera divisió | 17      | 2    |
| 2010-11   | Atlètic de Madrid    |      | Primera divisió | 0       | 0    |
| 2010-11   | Reial Valladolid     |      | Segona divisió  | 0       | 0    |

## Palmarès

### Real Betis
- 1 Copa del Rei: (2005)

### Atlético de Madrid
- 1 Lliga Europa de la UEFA: (2009-10)
- 1 Supercopa d'Europa de futbol (2009-2010)

### Selecció espanyola
- 1 Campionat d'Europa de futbol: 2008